# La Calandreta
La Calandreta és el nom que reben les escoles associatives (la primera es va crear a Pau, Bearn el 1979) dedicades a recuperar la llengua occitana. Aquest nom calandreta o calandra designa un ocell (calàndria) i també un aprenent, i s'ha pres com a símbol per a representar el nou adveniment de la cultura occitana. La xarxa d'escoles ocupa gran part del país i se'n poden trobar a ciutats importants com ara Marsella, Tolosa o Llemotges. L'any 2009 n'hi havia 52, dues de les quals eren de secundària, i tenien 2.734 alumnes, anomenats calandrons.
Aquestes escoles proposen un sistema educatiu públic i laic, amb el valor afegit que suposa l'ensenyament bilingüe. No fan part de l'Educació Nacional, el servei públic d'educació francès, però volen participar de la missió pública de l'educació i han obtingut un contracte d'associació amb el ministeri francès d'educació. A més les calandretes demanen també la implicació dels pares en el procés educatiu i permeten als infants d'encarar un futur on es retroben amb les arrels del seu poble. La funció de les escoles també és la d'una associació cultural que s'encarrega d'organitzar activitats i aplecs culturals. Actualment també s'ha engegat una televisió a través d'internet.
La Calandreta forma, amb les escoles Diwan, la Bressola, les Seaska i les escoles ABCM, una confederació d'escoles bilingües (Eskolim) a l'Estat francès que són testimoni de la riquesa cultural d'un Estat que refusa de reconèixer-la.
La xarxa Calandreta posseeix a més quatre escola secundària: Leon Còrdas (a Grabèls, País de Montpeller, creat el 1997), el Collègi de Gasconha (a Pau, creat el 2005), el Collègi Calandreta del País Tolzan (a Tolosa) y el Collègi Calandreta Clardeluna (a Mauraussan, creat el 2018).

## Localització
Les escoles Calandreta es poden trobar a (noms de les poblacions en català, o occità si no existeix tradició en català, seguits del nombre d'escoles):
- Aquitània: Pau (2), Auloron, Beòst, Ortès, Peçac, Masèras-Leson, Lo Lis, Porciuvas-Bocoa, Lescar, Artics, Peireguers i Bertren.
- Alvèrnia: Aurillac i Lo Puèi de Velai.
- Llemosí: Llemotges.
- Llenguadoc: Nimes (2), Besièrs (2), Montpeller (3), Agde, Carcassona, Alès, Pesenàs, Mesa, Ginhac, Sijan, Limós, Bisa (de Menerbés), Pépieux, Seta, Lo Bòsc, Narbona i Grabèls.
- Occitània Central: Castras, Tolosa (2), Albi, Banhèras de Bigòrra, Castanet, Milhau, Rodés, Galhac, Pàmias, La Lobèra, Muret.
- Provença: Aurenja, Gap i Niça.

## La Calandreta i la transmissió de la llengua
Les escoles Calandreta afronten un terreny molt mudadís i incert. Les definicions de les escoles sovint es fonamenten en certa ambigüitat. En teoria, són escoles d'immersió en occità, a la pràctica tanmateix moltes escoles es descriuen com a escoles bilingües. En molts àmbits és més important el mètode Freinet que no pas la transmissió de la llengua. Els professors o l'equip d'animació sovint no domina prou bé la llengua (quan arriben a conèixer-la).
En algunes localitats, a més, la tria de l'escola per part dels pares molt poques vegades respon a un interès per la llengua occitana; fins i tot es pot arribar a la situació que hi hagi pares i mares d'alumnes molt refractaris a l'ús de l'occità.
Així l'èxit de transmissió i de canvi d'imatge de la llengua per ara és molt modest i gairebé negligible excepte potser a Gascunya.